# Malmskillnadsgatan

Malmskillnadsgatan är en gata i stadsdelen Norrmalm i centrala Stockholm. Den löper uppe på Brunkebergsåsens krön i nordlig riktning från Brunkebergstorg till Johannes plan där den fortsätter i Döbelnsgatan. Gatan är 650 meter lång och fick sitt namn bekräftat vid gatunamnsreformen 1885. Innan dess förekom olika stavningar, bland annat Malm skillnadz gatun (1689), vilket torde bero på att den löpte på Brunkebergsåsens krön, som delade stadsdelen ("malmen") Norrmalm i två delar.
| Malmskillnadsgatan 1946 och samma ställe år 2008, Kungstornen syns i bakgrunden. |  | Malmskillnadsgatan 1946 och samma ställe år 2008, Kungstornen syns i bakgrunden. |
| Malmskillnadsgatan 1946 och samma ställe år 2008, Kungstornen syns i bakgrunden. |  |                                                                                  |

Malmskillnadsgatan har grävts av vid ett flertal tillfällen. När Kungsgatan sänktes till nuvarande nivå (1905–1911) tillkom Malmskillnadsbron.  Malmskillnadstrappan ner till Kungsgatan tillkom i samband med bygget av Kungstornen  (1924–1925) och Centrumhuset (1931). Vid Norrmalmsregleringen på 1950- och 60-talet tillkom bron över Hamngatan. Då förändrades Malmskillnadsgatans utseende på sträckan ner mot Brunkebergstorg komplett. Där kantas gatan nu av parkeringshus och bankpalats. Fram till 1953 låg här även Telefontornet. På Malmskillnadsgatan 33 låg tidigare August Hoffmanns Pianofabrik.
Sedan 1970-talet har Malmskillnadsgatan för många varit förknippad med prostitution.[källa behövs]
Utmed gatan återfinns Ernst Nordins skulptur Non Serviam.

## Byggnader längs gatan

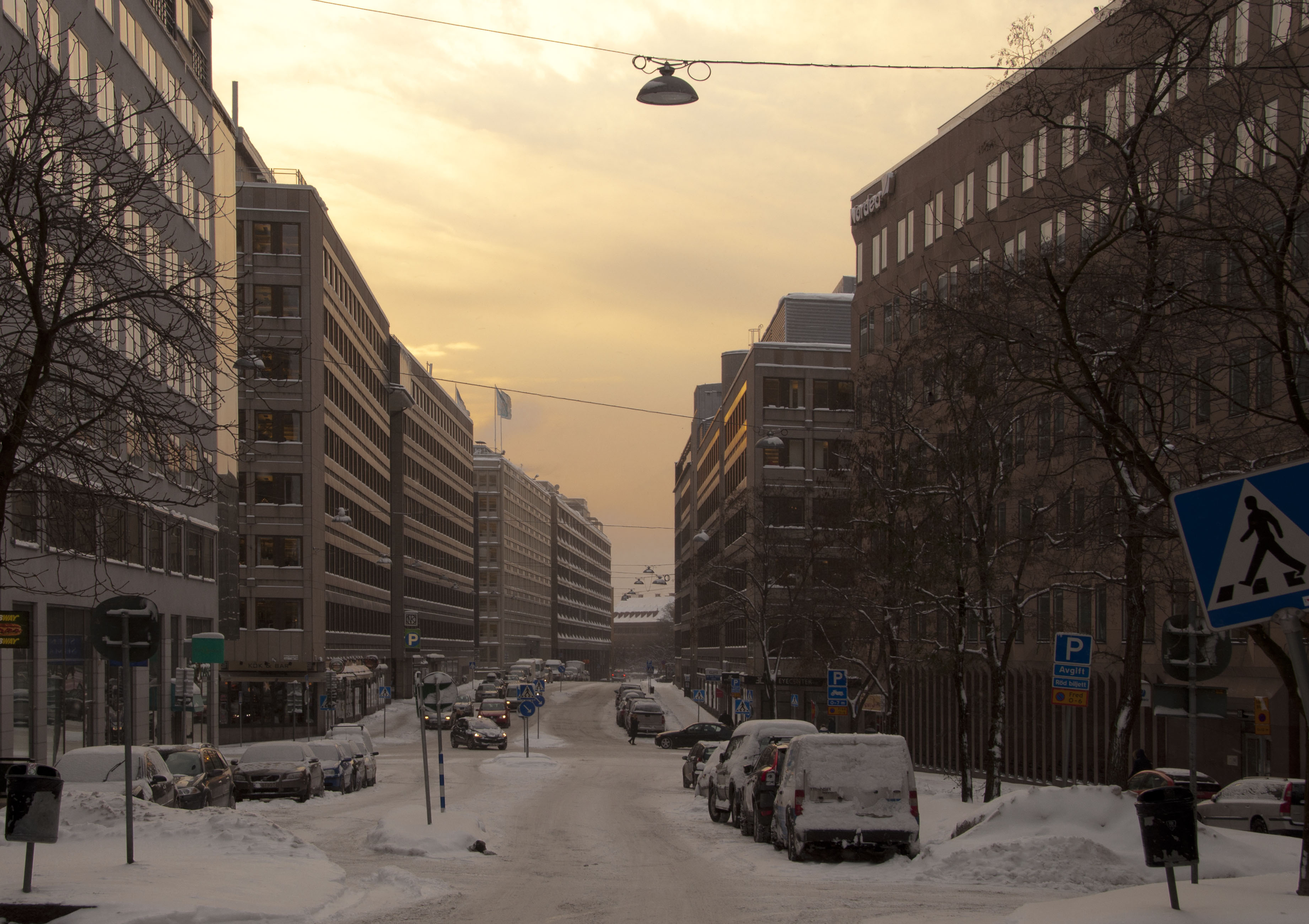
Bankkvarter utmed Malmskillnadsgatan 2010

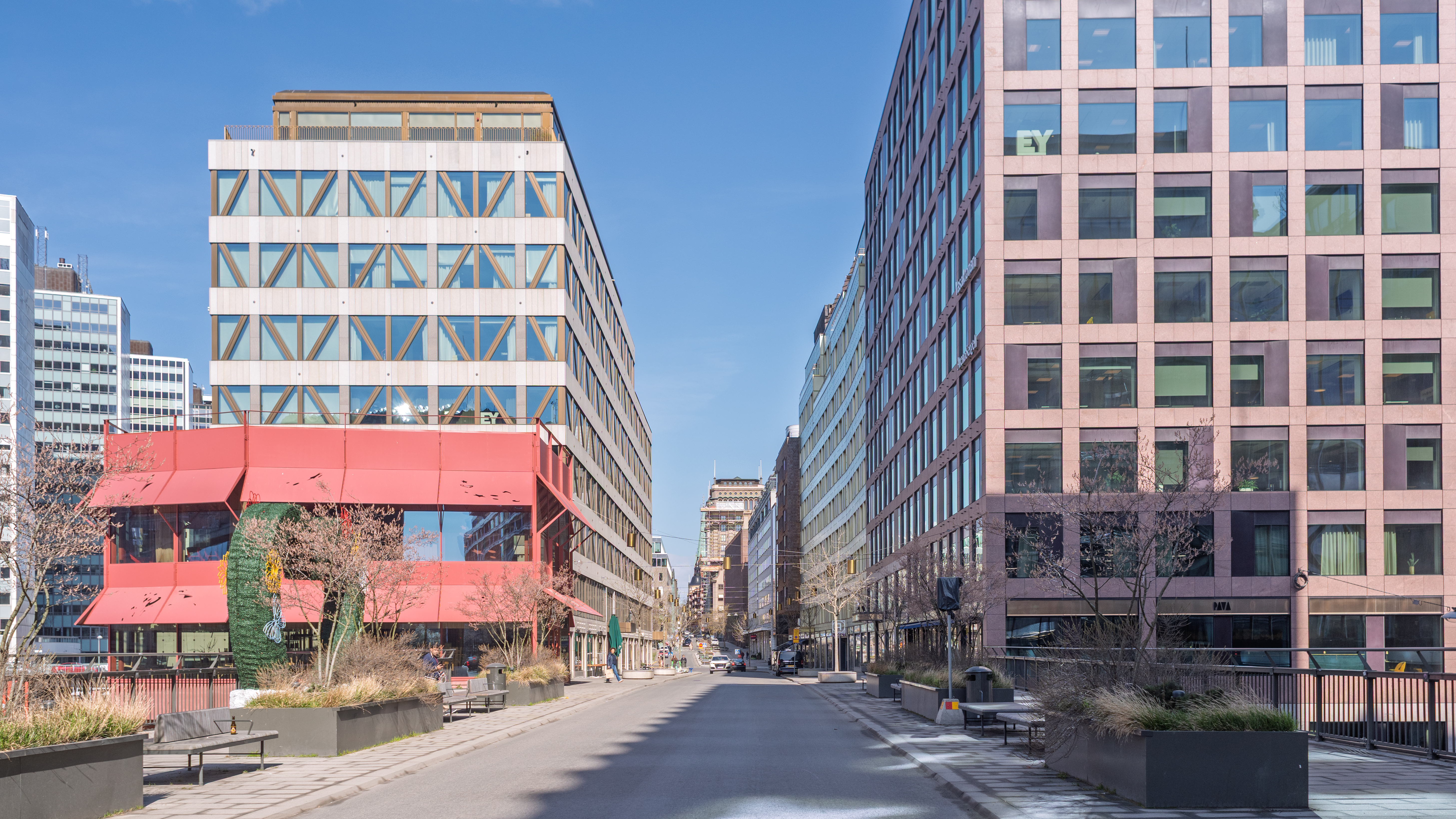
Vy norrut mot de tidigare bankvarteret 2025 efter renoveringar och ombyggnationer.

- Nr 1–7: Sveriges Riksbank, byggt 1974
- Nr 9: Kulturhuset, byggt 1971–1976
- Nr 11–21:Hästskon 12, Skandinaviska Enskilda Banken, byggt 1965
- Nr 23–25: Putten 15, idag Nordea, byggt 1963–1967 för Göteborgs Bank
- Nr 32:  Trollhättan 29, byggt 1973–1973 för Sveriges investeringsbank (tidigare Allmänna Telefonaktiebolagets hus)
- Nr 35: Järnplåten 29, byggt 1968–1971 för Skaraborgs enskilda bank
- Nr 39: Centrumhuset, byggt 1931
- Nr 46–48: Ingenjörshuset, byggt 1964 (vid 48D fanns tidigare Betelkapellet)
- Nr 50: Södra Kungstornet, byggt 1925
- Nr 52: Norra Kungstornet, byggt 1924
- Nr 64: Johannes brandstation, byggt 1877